# Tour de Yorkshire
Tour de Yorkshire er et engelsk etapeløb i landevejscykling. Løbet blev for første gang afholdt i 2015. Løbet var indtil 2019 en del af UCI ProSeries, hvor det af UCI var rangeret som 2.Pro.

## Vindere

### Mænd
| År   | Vinder               | Toer              | Treer           |        |
| ---- | -------------------- | ----------------- | --------------- | ------ |
| 2015 | Lars Petter Nordhaug | Samuel Sánchez    | Thomas Voeckler |        |
| 2016 | Thomas Voeckler      | Nicolas Roche     | Anthony Turgis  |        |
| 2017 | Serge Pauwels        | Omar Fraile       | Jonathan Hivert |        |
| 2018 | Greg Van Avermaet    | Eduard Prades     | Serge Pauwels   |        |
| 2019 | Christopher Lawless  | Greg Van Avermaet | Eddie Dunbar    |        |
| 2020 | aflyst               | aflyst            | aflyst          | aflyst |
| 2021 | aflyst               | aflyst            | aflyst          | aflyst |

### Kvinder
| År   | Vinder         | Toer          | Treer            |
| ---- | -------------- | ------------- | ---------------- |
| 2015 | Louise Mahe    | Eileen Roe    | Katie Curtis     |
| 2016 | Kirsten Wild   | Lucy Garner   | Floortje Mackaij |
| 2017 | Lizzie Deignan | Coryn Rivera  | Giorgia Bronzini |
| 2018 | Megan Guarnier | Danielle Rowe | Alena Amjaljusik |
| 2019 | Marianne Vos   | Mavi García   | Soraya Paladin   |
| 2020 | udskudt        |               |                  |